# Penicillaria ethiopica
Penicillaria ethiopica är en fjärilsart som beskrevs av George Francis Hampson 1919. Penicillaria ethiopica ingår i släktet Penicillaria och familjen nattflyn. Inga underarter finns listade i Catalogue of Life.